# Les Globe-trotters
 (février 2023).
Si vous disposez d'ouvrages ou d'articles de référence ou si vous connaissez des sites web de qualité traitant du thème abordé ici, merci de compléter l'article en donnant les références utiles à sa vérifiabilité et en les liant à la section « Notes et références ».
Les Globe-trotters est une série télévisée française en 39 épisodes de 30 minutes, créée par Claude Boissol et coréalisée par celui-ci et Jacques Pinoteau, diffusée à partir du 16 octobre 1966 sur la première chaîne de l'ORTF.
Au Québec, elle a été diffusée à partir du 5 septembre 1967 à la Télévision de Radio-Canada.

## Synopsis
Cette série met en scène les aventures de deux journalistes, Pierre, le Français et Bob, l'Américain, qui font le pari de faire le tour du monde avec leurs seules économies.

## Fiche technique
- Titre : Les Globe-trotters
- Réalisateurs : Claude Boissol et Jacques Pinoteau
- Scénario et dialogues : Jacqueline Cartier, Jean-Patrick Manchette, Pierre Nivollet.
- Musique : Georges Blaness, Paul Bonneau
  - Générique : Les Amoureux de l'aventure interprétée par Georges Blaness
- Photographie :
- Montage :
- Sociétés de production : ORTF, Franco London Films, Teledis
- Chaîne de diffusion : Première chaîne de l'ORTF
- Pays d'origine :  France
- Format : couleur — Format d'image : 1.33 : 1 — son : mono
- Genre : aventure
- Nombre de saisons : 3
- Nombre d'épisodes : 39
- Durée : 30 minutes
- Date de sortie : 1966-1968
- Dates de première diffusion : 
  - France : 16 octobre 1966
  - Québec : à partir du 5 septembre 1967

## Distribution
- Yves Rénier : Pierre Ribard
- Edward Meeks : Bob Curry
- Gillian Hills : Nancy
- Sophie Fiorelli : France
- Pierre Dudan (épisode Le Petit Ange)
- Paul Hébert (épisode Le Petit Ange)
- Yves Létourneau (épisode Vacances tranquilles)
- Georges Bouvier (épisode Vacances tranquilles)
- Léo Gagnon (épisode Vacances tranquilles)
- André Versini (4 épisodes)

## Épisodes

### Première saison
1. Paris
2. Marseille
3. Naples
4. En Sicile
5. Istanbul
6. De Turquie en Birmanie
7. De Birmanie en Thaïlande
8. En Thaïlande
9. De Bangkok à Hong Kong
10. Hong Kong - 1re partie
11. Hong Kong - 2e partie
12. Manille
13. Tokyo

### Deuxième saison
1. Les Sœurs de Schliersee (Bavière)
2. Médor (Burgenland)
3. Le Transfert (Budapest)
4. La Fleur rouge (Autriche)
5. La Petite Sirène (Copenhague)
6. Carla (Danemark)
7. Trafalgar Square (Londres)
8. Fantôme Party (Écosse)
9. L'Ours (Roumanie)
10. Vacances tranquilles (Canada)
11. Le Petit Ange (Canada)
12. Les Domestiques (Montréal)
13. Le Barrage (Province de Québec)

### Troisième saison
1. Mexico (Mexique) - Souviens-toi de Luisa
2. Michoacan (Mexique) - Chez les Tarasques
3. Cuernavaca (Mexique) - La Charreada
4. Martinique - La Régate des Gommiers
5. Guadeloupe - Milliardaires sans provision
6. Lima (Pérou) - Le Waco de Callao
7. Altiplano (Pérou) - Macchu-Pichu
8. Cordillère des Andes (Argentine) - Pour une poignée de dynamite
9. La Pampa (Argentine) - Avec les Gauchos
10. Buenos Aires (Argentine) - Contrebande sur le Delta
11. Rio Janeiro (Brésil) - Reportage inachevé
12. Salvador de Bahia (Brésil) - Enquête à retardement
13. Rio Janeiro (Brésil) - Le Carnaval

## Commentaires
Dix ans après cette série, on retrouve Yves Rénier à la télévision dans le rôle du Commissaire Moulin.

## Produits dérivés

### Musique
La musique du générique a été composée par Paul Bonneau.
- 45T chez Barclay n° 71.066 M (octobre 196_)
  - Face A1 : Les Amoureux de l'aventure (chantée par Georges Blaness)
  - Face A2 : Rencontre insolite
  - Face B1 : Les Amoureux de l'aventure (instrumental)
  - Face B2 : Les Héros

### Romans
- Jacqueline Cartier, Les Globe Trotters : Comment faire le tour du monde sans un sou, Gautier Languereau, 1966 (toute la saison 1 avec des histoires variant par rapport à certains épisodes et quatre pages illustrées de 24 photos de la saison)
- Edward Meeks, Les Globe-trotters : ma grande aventure, Vaillant, 2010 (ISBN 978-2-916986-19-7)
- Les Globe-trotters, G.P. Presses de la Cité, 1966-1968 :
  - tome 1 : Pierre Lamblin, Les Globe Trotters, G.P. Presses de la Cité, coll. « Rouge et Or » (no 235), 1966 (intégrale de la saison 1) ;
  - tome 2 : Michel Levine et Jean-Patrick Manchette, Les Globe Trotters : Objectif Mexico, G.P. Presses de la Cité, coll. « Rouge et Or » (no 268), 1968 (saison 3, 1re partie) ;
  - tome 3 : Claude Boissol, Michel Levine, Jean-Patrick Manchette et Jacques Rémy, Les Globe Trotters : Des Andes à l'Amazonie, coll. « Rouge et Or » (no 268), 1968, 188 p. (saison 3, 2e partie).